# Sent Jòri (Alta Garona)
Sent Jòri (francès Saint-Jory) és un municipi francès situat al departament de l'Alta Garona i a la regió d'Occitània.

## Monument

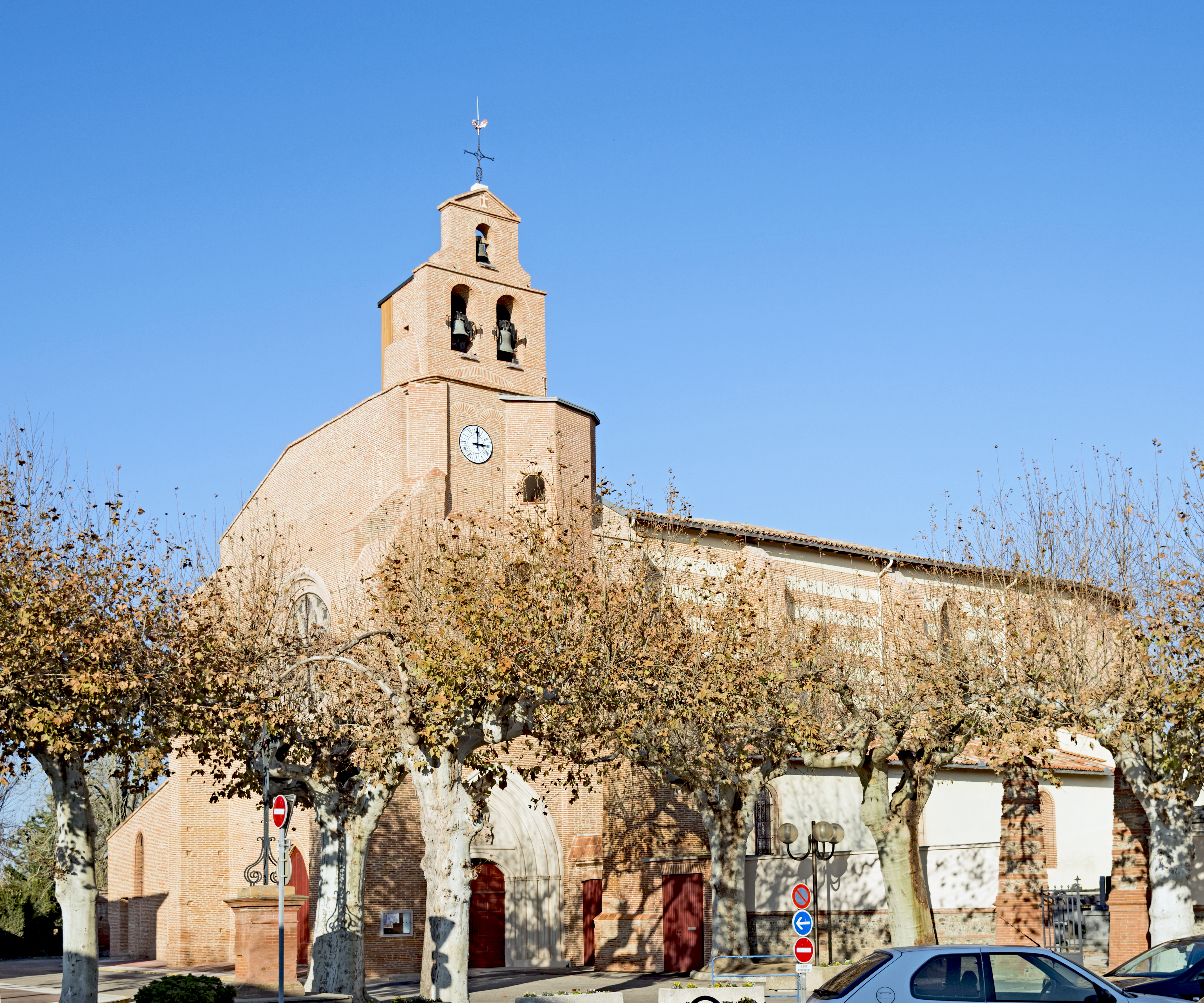
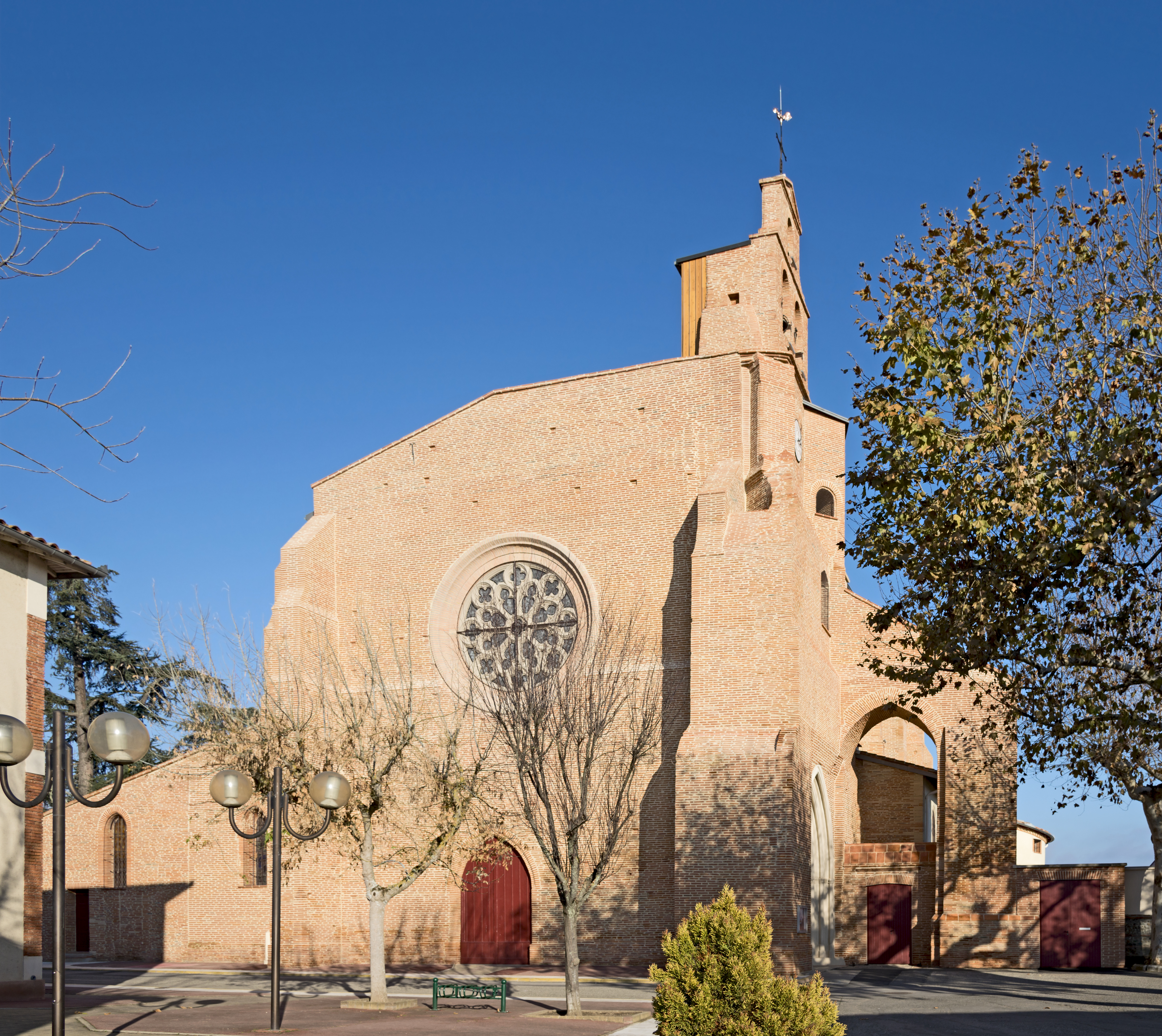
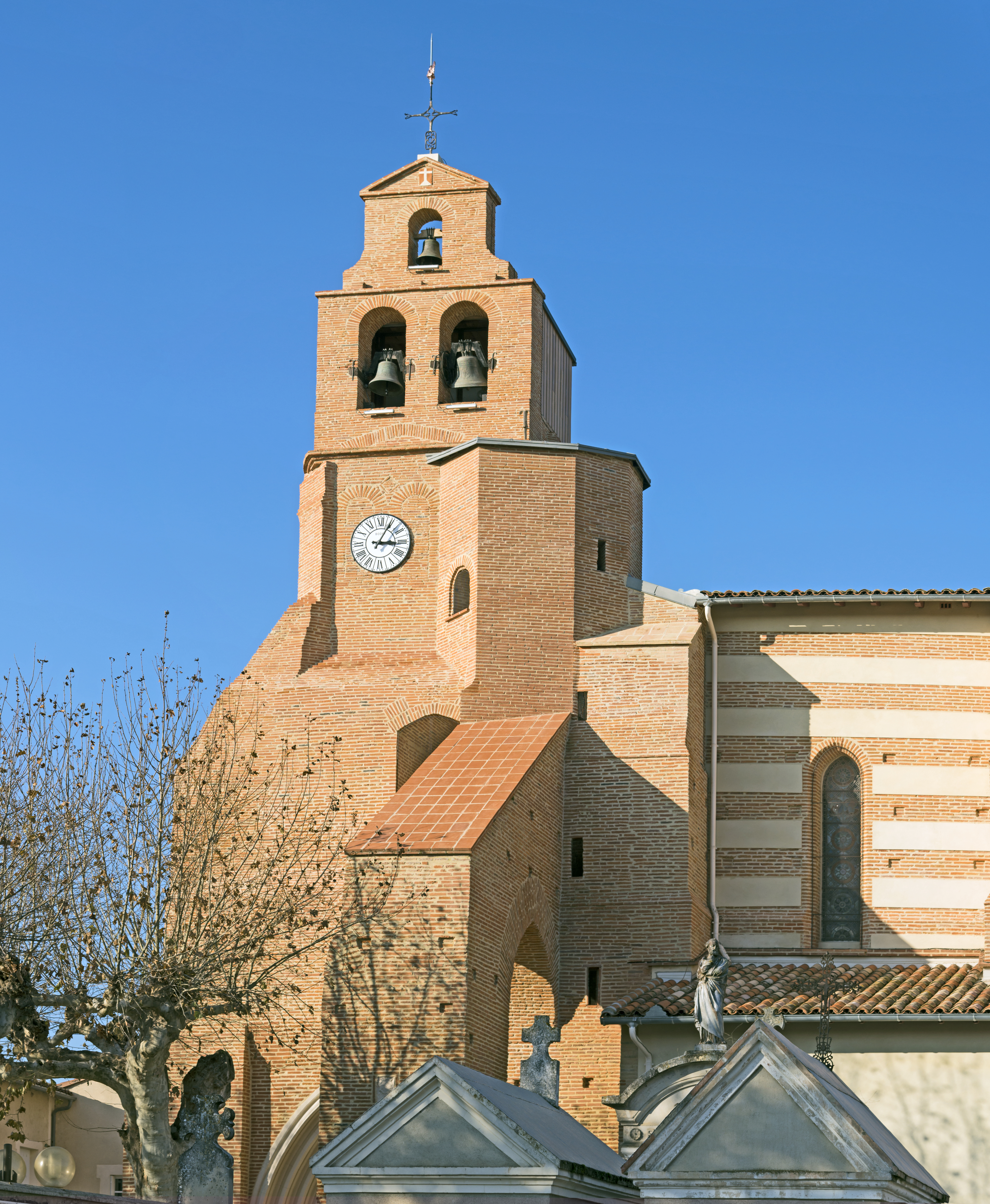